# خوسيه التوف
خوسيه التوف (مواليد 6 مايو 1990) هو لاعب كرة القاعدة فينزويلي يلعب في نادي هيوستن أسترو.